# Jerónimo de Retes y López de Ortega
Jerónimo de Retes y López de Ortega (Cartago, Costa Rica, 1597-ídem, 1664) fue un militar español.
Era hijo del bilbaíno Jerónimo de Retes y Lloredo y de María López de Ortega, encomendera de Cayagua y Sucragua. Casó en 1624 con María Vázquez de Coronado y Peláez, hija de Diego Peláez Berrío y nieta materna del Adelantado de Costa Rica Gonzalo Vázquez de Coronado y Arias Dávila, con la que tuvo cuatro hijas, entre ellas Ana de Retes y Vázquez de Coronado, quien casó con Juan de Echavarría Navarro y Sandoval, corregidor de Turrialba y alcalde mayor de Suerre en 1654.
Fue capitán de las milicias de Costa Rica y participó en las jornadas a Tierra Adentro efectuadas en 1619 por el gobernador Alonso del Castillo y Guzmán. En 1625 fue nombrado Corregidor de Quepo, en 1630 Alguacil Mayor de Cartago y Regidor perpetuo de Cartago en 1639.
En enero de 1640 emprendió una expedición a la región norte de Costa Rica, obtuvo la sumisión de dos reyes indígenas de los Votos, llamados Pocica y Pisiaca, y exploró los ríos Cutrís y Jovi, hoy denominados San Carlos y Sarapiquí. El 5 de marzo de 1640 fundó a orillas del río Cutris o San Carlos el pueblo de San Jerónimo de los Votos, que subsistió solamente durante corto tiempo.
- Datos: Q5929667